# 알렉산드르 볼코프 (배구 선수)
알렉산드르 알렉산드로비치 볼코프(러시아어: Алекса́ндр Алекса́ндрович Во́лков, 1985년 2월 14일~)는 러시아의 배구 선수, 지도자이다. 포지션은 센터로 현재 러시아 배구 슈퍼리그의 팀인 VC 벨로고리예 소속 코치로 활동하고 있다. 러시아 대표팀의 일원으로 2012년 하계 올림픽 금메달, 2008년 하계 올림픽 동메달을 획득했다.